# Mažići
Mažići (cyr. Мажићи) – wieś w Serbii, w okręgu zlatiborskim, w gminie Priboj. W 2011 roku liczyła 203 mieszkańców.